# Su-ngai Padi (huyện)
Su-ngai Padi (tiếng Thái: สุไหงปาดี) là một huyện (amphoe) ở tỉnh Narathiwat, Thái Lan.

## Địa lý
Các huyện giáp ranh (từ phía bắc theo chiều kim đồng hồ) là Cho-airong, Tak Bai, Su-ngai Kolok, Waeng, Sukhirin và Ra-ngae.

## Hành chính
Huyện này được chia thành 6 phó huyện (tambon), các đơn vị này lại được chia ra thành 50 làng (muban). Paluru là một thị trấn (thesaban tambon) nằm trên một phần của the tambon Paluru. Có 6 Tổ chức hành chính tambon.
| STT | Tên          | Tên tiếng Thái | Số làng | Dân số |  |
| --- | ------------ | -------------- | ------- | ------ |  |
| 1.  | Paluru       | ปะลุรู           | 8       | 17.046 |  |
| 2.  | Su-ngai Padi | สุไหงปาดี        | 12      | 7.991  |  |
| 3.  | Todeng       | โต๊ะเด็ง         | 5       | 6.912  |  |
| 4.  | Sa Ko        | สากอ           | 12      | 10.048 |  |
| 5.  | Riko         | ริโก๋            | 7       | 6.789  |  |
| 6.  | Kawa         | กาวะ           | 6       | 5.309  |  |